# Dathée
La Dathée est une rivière française de Normandie, affluent de la Virène, en rive gauche, sous-affluent de la Vire, dans les départements de la Manche et du Calvados.

## Géographie
La Dathée prend sa source dans la commune de Gathemo et prend la direction de l'ouest en faisant office de limite entre la Manche et le Calvados, puis du nord à son entrée exclusive dans le Calvados, puis finalement du nord-est. Entre les communes déléguées  de Saint-Manvieu-Bocage et Saint-Germain-de-Tallevende-la-Lande-Vaumont, ses eaux sont cumulées depuis juin 1977 par un barrage, formant ainsi le lac de la Dathée, lieu de loisir des habitants du Bocage virois. La rivière se joint aux eaux de la Virène entre Vire (ancienne commune associée de Saint-Martin-de-Tallevende) et Saint-Germain-de-Tallevende-la-Lande-Vaumont, après un parcours de 14,6 km dans le sud du Bocage virois.

## Bassin et affluents
Le bassin de la Dathée avoisine ceux de la Brévogne — affluent direct de la Vire — au nord, de la Sienne à l'ouest et de la Sée au sud-est et au sud. À l'est, il borde le bassin direct de la Virène dont il constitue la moitié occidentale. Le confluent est au nord-est du bassin.
Malgré la faible longueur de son cours, la Dathée reçoit de nombreux affluents, en rapport avec la pluviométrie importante dans cette partie de la Normandie. Aucun n'excède cependant 5 km, le plus long étant le ruisseau des Lorencières (4,4 km), issu de la forêt de Saint-Sever, qui livre ses eaux entre Saint-Manvieu-Bocage et Champ-du-Boult.